# Carmen Castro Gandasegui
Carmen Castro Gandasegui (Barcelona, 10 d'abril de 1958) és una política balear, diputada al Parlament de les Illes Balears en la III, VII i VIII Legislatures.
El 1983 es llicencià en medicina a la Universitat de Barcelona, on el 1992 es diplomà en geriatria. De 1983 a 1987 va treballar per a l'INSALUD i el 1988 fou destinada a l'Hospital Insular d'Eivissa i Formentera. El 1987 va ingressar al Partido Popular, partit del qual arribaria a ser vicesecretària general a Eivissa i amb el qual fou escollida diputada a les eleccions al Parlament de les Illes Balears de 1991. De 1991 a 1995 fou consellera de sanitat al Consell Insular d'Eivissa i Formentera i secretària de la Comissió d'Afers Institucionals i Generals del Parlament de les Illes Balears.
El 1995 deixà la política activa per tornar a la medicina a l'Hospital Residencia Assistida de Cas Serres (Eivissa). Va tornar a la política en ser escollida novament diputada a les eleccions al Parlament de les Illes Balears de 2007 i 2011, tornant a ocupar la conselleria de sanitat del Consell Insular d'Eivissa des de 2007.